# فهرست وام‌واژه‌های فرانسوی در فارسی
شمار واژه‌هایی با ریشه‌ی فرانسوی که در زبان فارسی معمول شده‌اند و به صورت وام‌واژه درآمده‌اند بسیارند.
دلیل آن شاید به دوران قاجار برگردد که عمده روابط ایران و غرب، با فرانسویان بوده است و مربوط به علوم، اصطلاحات و کلماتی می‌باشد که معادل فارسی نداشته یا فرصت معادل سازی نیافته است. شمار این وام‌واژه‌ها در فرهنگ دهخدا نزدیک به ۸۲۰، فرهنگ معین ۱۷۰۰، فرهنگ عمید ۱۶۰۰ و فرهنگ مشیری ۱۲۰۰ واژه است. پژوهش دیگری که در سال ۱۹۸۲ انجام شده، شمار وام‌واژه‌های فرانسوی در فارسی را بین سه تا چهار هزار برآورد می‌کند. فارسی و فرانسوی هر دو زبان متعلق به خانواده زبانی هندواروپایی هستند و هم‌ریشه‌اند.

## دلایل ورود واژه‌های فرانسوی به فارسی

### روابط دیپلماتیک و فرهنگی
در دوران قاجار، ایران روابط دیپلماتیک گسترده‌ای با فرانسه برقرار کرد. بسیاری از محصلان ایرانی برای تحصیل به فرانسه اعزام می‌شدند و زبان فرانسوی را فرا می‌گرفتند. این افراد پس از بازگشت به کشور، واژه‌ها و اصطلاحات فرانسوی را در مکالمات روزمره و علمی خود به کار می‌بردند.

### ترجمه و نشر کتاب‌های علمی و فرهنگی
بسیاری از کتاب‌های علمی، فنی و ادبی به زبان فرانسوی نوشته شده بود و به فارسی ترجمه می‌شد. این ترجمه‌ها نقش مهمی در ورود واژه‌های فرانسوی به زبان فارسی داشتند.

### رسانه‌ها و مطبوعات
در اوایل قرن بیستم، بسیاری از روزنامه‌ها و مجلات ایرانی از مقالات و اخبار فرانسوی استفاده می‌کردند. این مقالات و اخبار، واژه‌ها و اصطلاحات فرانسوی را به فرهنگ زبانی ایران معرفی کردند.
تعداد وام‌واژه‌های فرانسوی در زبان فارسی
بر اساس منابع مختلف، تعداد وام‌واژه‌های فرانسوی در زبان فارسی متفاوت است:
- فرهنگ دهخدا: نزدیک به ۸۲۰ واژه
- فرهنگ معین: ۱۷۰۰ واژه
- فرهنگ عمید: ۱۶۰۰ واژه
- فرهنگ مشیری: ۱۲۰۰ واژه

پژوهشی که در سال ۱۹۸۲ انجام شده است، تعداد وام‌واژه‌های فرانسوی در فارسی را بین سه تا چهار هزار برآورد می‌کند. این اعداد نشان‌دهندهٔ تأثیر عمیق زبان فرانسوی بر زبان فارسی است.
نمونه‌هایی از وام‌واژه‌های فرانسوی در زبان فارسی
در زیر برخی از وام‌واژه‌های فرانسوی در زبان فارسی به همراه اصل فرانسوی آن‌ها فهرست شده‌اند:
1. پروژه (projet)
2. کابینت (cabinet)
3. پروفسور (professeur)
4. ایده (idée)
5. کمیته (comité)
6. تکنولوژی (technologie)
7. آژانس (agence)
8. پلیس (police)
9. ماشین (machine)
10. متد (méthode)

ورود واژه‌های فرانسوی به زبان فارسی نتیجهٔ تعاملات فرهنگی، علمی و دیپلماتیک بین ایران و فرانسه است. این وام‌واژه‌ها در زمینه‌های مختلفی از جمله علم، فناوری، ادبیات و زندگی روزمره مورد استفاده قرار می‌گیرند و نشان‌دهندهٔ ارتباطات تاریخی و فرهنگی عمیق بین دو کشور هستند. زبان فارسی، به عنوان یک زبان پویا، توانسته است واژه‌های جدید را به خود جذب کند و آن‌ها را به گونه‌ای استفاده کند که با ساختار و قواعد زبان خود سازگار باشند.

## فهرست

### الف
| به فارسی      | به فرانسوی       | معنی |
| ------------- | ---------------- | --- |
| آباژور        | abat-jour        | نورتاب |
| آبستره        | abstrait         | نقاشی خیال‌انگیز؛ پندارین |
| آبونمان       | (abonnement)     | بهره‌داری، بهره‌گیری |
| آبونه         | (abonnè)         | بهره‌دار، بهره‌گیر |
| آپاندیس       | appendix         | فزون‌روده، اندامک آویزه روده |
| آپاندیسیت     | appendicite      | چرکی شدن فزون‌روده |
| آپارتمان      | appartement      | ساختمان |
| آبسه          | abcès            | چرک و ورم چرکی. آماس، ورم و التهاب چرکین. |
| آنونس         | annonce          | پیش‌پرده |
| اپل           | (épaule)         | شانه |
| اپیدمی        | (épidémie)       | «همه‌گیری» |
| اتوماسیون     | (Automation)     | «خودکارسازی» |
| آتو           | (atout)          | برگ برنده (اندوخته برای برتری جویی)، نقطه ضعف کسی را گرفتن، بر کمبود و کاستی کسی دست گذاشتن                                                              |
| اتیکت         | (étiquette)      | «بر چسب قیمت»، برچسب بها |
| ادکلن         | (eau de cologne) | عطر |
| آرشیو         | (archive)        | بایگانی |
| آژان          | (agent)          | پاسبان |
| آژانس         | (agence)         | بنگاه، نمایندگی، کارگزاری |
| آسانسور       | (ascenseur)      | بالابر(فرهنگستان اول)، آسان‌بَر (فرهنگستان زبان و ادب فارسی)                                                                                               |
| اِستِپ          | (Steppe)         | سبزدشت، چمنزار پهناور بی درخت، بوته زار، مرغزار، بیشه |
| اِستُپ          | (Stop)           | ۱- ایست، بازایستادن ۲- [فوتبال] به کنترل درآوردن توپ در حال گردش ۳- نور بالای چراغ‌های جلو خودرو که معمولاً با دستهٔ راهنما یا کلید زیر پا قطع و وصل می‌شود. |
| اشانتیون      | (échantillon)    | نمونه |
| اشل           | (échelle)        | نردبان، مقیاس، تراز |
| افه           | (effet)          | اثر, تاثیر |
| اکران         | (écran)          | صفحه تلویزیون، رایانه یا پرده سینما |
| اکیپ          | (équipe)         | گروه، دسته |
| آلرژی         | (allergie)       | برانگیختگی، حساسیت |
| آمپول         | (ampoule)        | سوزن |
| املت          | (omelette)       | نیمرو |
| آناناس        | (ananas)         | کاجدیس |
| آنتراکت       | (entracte)       | میان پرده، آرامه |
| آنکادر کردن   | (encadrer)       | آراستن، تمیز و مرتب کردن |
| آنفارکتوس     | (Infarctus)      | مرگ قسمتی از بافت بدن که جریان خون به آن قطع شده باشد و در فارسی برابر سکته قلبی.                                                                        |
| آوانتاژ       | (avantage)       | سود و فایده و منفعت است. به معنی برتری و امتیاز نیز هست.                                                                                                 |
| آوانس         | (avance)         | آسانگیری، چشم‌پوشی، گذشت |
| آوانگارد      | (Avant-garde)    | پیشرو |
| اُوِرت          | (ouvert)         | باز (open). = باز، گشوده (در، پنجره، کتاب، و غیره) برای انسان به صورت صفت = خوشرو، خوش مشرب                                                              |
| اورژانس       | (urgence)        | بی درنگ، فوری، اضطراری (فوریت‌های پزشکی). |
| اوت           | août             | ماه هشتم میلادی (برابر ۱۱ مرداد تا ۹ شهریور) |
| ایده          | (idée)           | نظر، اندیشه، انگاره؛ مثلاً mon idée نظر من. |
| اوریون        | (oreillons)      | بیماری اوریون یا گوشک که از oreille که = گوش است آمده است.                                                                                               |
| استون         | (acétone)        | پاک کننده لاک ناخن (ترکیب شیمیایی) |
| آکولاد        | (accolade)       | نوعی پرانتز که قلاب نیز گفته می‌شود |
| آجودان        | (adjudant)       | رتبه‌ای در ارتش، مأمور پلیس |
| آلبوم         | (album)          | جُنگ، نگارنامه، مجموعهٔ عکس |
| آلمان         | (Allemagne)      | کشور آلمان |
| آلیاژ         | (Alliage)        | همجوش، ترکیب فلزات، ملغمه (واژه آمالگام برگرفته از همین واژه است)                                                                                        |
| الو           | (allô)           | واژه‌ای است که برای سلام دادن پشت خط تلفن در زبان فرانسه به کار می‌رود. این کلمه در ایران برای شروع مکالمه تلفنی مورد استفاده قرار می‌گیرد.                 |
| آلترناتیو     | (altevnative)    | جایگزین |
| آماتور        | (amateur)        | تازه‌کار، نوآموز، نَیازموده (ناآزموده)، غیر حرفه ای |
| آمبولانس      | (ambulance)      | بیماررسان |
| آمفی تئاتر    | (Amphithéâtre)   | گونه‌ای تئاتر |
| آنرمال        | (Anormal)        | غیر طبیعی |
| آنتی‌تز        | (Antithèse)      | |
| آنتن          | (antenne)        | شاخک (فرستنده یا گیرنده یا هر دو) |
| آسفالت        | (asphalte)       | گَژفه |
| آتلیه         | (atelier)        | کارگاه هنری، هنرکده |
| اتوبوس        | (autobus)        | گذربر، خودروی بزرگ |
| اتومبیل       | (automobile)     | خودرو |
| اتمسفر        | (Atmosphère)     | جو زمین |
| اتوکراسی      | (autocracy)      | یکه‌سالاری |
| اتوماتیک      | (automatique)    | خودکار |
| اتوریته       | (autorité)       | اقتدار - حاکت مقتدر |
| اتریش         | (Autriche)       | کشور اتریش |
| آوراژ         | (average)        | میانگین |
| آوریل         | (Avril)          | چهارمین ماه میلادی |
| استراتژی      | (Stratégie)      | راهبرد |
| استودیو       | (studio)         | کارگاه هنری |
| استادیوم      | (stade)          | ورزشگاه |
| استریل        | (Stérile)        | سترون، بی میکروب، ضد عفونی شده |
| استریلیزاسیون | (Stérilisation)  | سترون کردن، میکروب کشی کردن، ضد عفونی کردن |
| آرماتور       | (Armature)       | میلگردبند |
| ارگان         | (organe)         | سازمان؛ اندام |
| آرشه          | (Arché)          | کمانه ساز ویولون |
| اپوزیسیون     | (opposition)     | مخالفان |
| آدرس          | adresse          | نشانی |
| آرم           | arme             | نشان |
| آوانگارد      | (Avant-garde)    | |
| آرشیتکت       | architecte       | مهندس معماری یا عمران، مِهراز |
| ارگانیسم      | organisme        | اندامواره، اندام، پیکره |
| ارکستراسیون   | orchestration    | سازبندی، سازآرایی، هماهنگی، نوشتن آهنگ برای ارکستر |
| آریستوکرات    | aristocrate      | اَشرافی، نژادخواه، نژاده |
| اسانس         | essence          | مزه غذایی |
| استراتژیک     | stratégique      | راهبردی |
| آسم           | asthme           | نفس تنگی، تنگی نفس، تنگدَم |
| اسکلت         | squelette        | استخوان‌بندی |
| آسیستان       | assistant        | دستیار |
| آکادمی        | académie         | فرهنگستان، آموزشگاه، دانشگاه |
| آکادمیک       | academic         | دانشگاهی، آموزشگاهی |
| اکازیون       | occasion         | ویژه |
| اکتبر         | octobre          | ماه میلادی |
| آکروبات       | acrobat          | بندباز |
| آکروباتیک     | acrobatic        | وابسته به بندبازی، بندبازانه |
| اکسپرسیونیسم  | expressionnisme  | نقاشی بیانگرا |
| اکسسوار       | accessoire       | ابزار |
| اکسیداسیون    | oxydation        | اکسایش، ترکیب با اکسیژن |
| اکسیدان       | oxydant          | اکسیدگر، اُکسنده، ماده ترکیب شونده با رنگ مو |
| اکسیژن        | oxygène          | یک عنصر شیمیایی |
| آگراندیسمان   | agrandissement   | درشتنمایی (ترجمه واژه‌ای)، ابزار درشتنمایی، وسیلهٔ چاپ عکس در عکاسی                                                                                        |
| اگزجره        | exagéré          | بزرگنمایی شده، بزرگ نمایانده |
| اگزوز         |                  | خروجی، بُرونداد، بخش پایانی موتور خودرو |
| آلامد         | à la mode        | دنبال پسند روز، مدگرا |
| الکتریسیته    | électricité      | نیروی برق، کهربا (هنوز در کشورهای عربی به آن کهربا= کاه+رُبا گفته می‌شود)                                                                                  |
| المان         | élément          | سازه، عنصر |
| آمپاس         | impasse          | بن‌بست |
| آمپر          | ampère           | یکای سنجش شارش برق |
| امپرسیونیست   | ampre            | نگارگر دریافتگرا، نگارگر احساس گرا، گونه‌ای نقاش نوگرا |
| امپرسیونیسم   | impressionnisme  | گونه‌ای سبک نگارگری نوین، دریافتگرایی، احساسگرایی |
| امپریالیسم    | impérialisme     | توسعه‌طلبی، جهانگشایی، جهان خواهی، جهانخواری، جهان جویی، استعمارجویی                                                                                      |
| آنارشیست      | anarchist        | شورشگر، قدرت‌گریز |
| آنالیز        | analyse          | بررسی، واکاوی، کندوکاو، پژوهش، جداسازی، تجزیه و تحلیل |
| آنتیک         | antique          | قدیمی، کهنه |
| اندیکاتور     | indicateur       | نمایه، نمایشگر، شاخص |
| انرژی         | énergie          | نیرو، توان، کارمایه |
| آنژین         | angine           | گلودرد |
| انستیتو       | institut         | بنیاد، مؤسسه |
| آنفلوآنزا     |                  | گونه‌ای بیماری |
| انگلیس        | englais          | کشور انگلستان |
| آرتزین        | artésien         | چاه آبفشان |
| اوره          | urée             | گونه‌ای ماده شیمیایی |
| اولتیماتوم    | ultimatum        | ضرب‌الاجل، زنهاره |
| اونیفورم      | uniforme         | لباس یکدست کار یا مدرسه یا بنیاد |
| ایده‌آل        | idéale           | آرمانی |
| ایده‌آلیست     | idéaliste        | آرمانگرا |
| ایدئولوژی     | idéologie        | مرام، آرمانمندی |
| ایزوله        | isolé            | دور افتاده و پرت |
| ایگرگ         | (I grec)         | |
| آئورت         | aorte            | بزرگ سرخرگ، مهم‌ترین شاهرگ |

### ب
| به فارسی  | به فرانسوی                                                              | معنی                                                                                              |
| --------- | ----------------------------------------------------------------------- | ------------------------------------------------------------------------------------------------- |
| بوکس      | boxe                                                                    | بوکس                                                                                              |
| بوکسور    | boxeur                                                                  | بوکسور                                                                                            |
| باتری     | batterie                                                                | انباره، پیل                                                                                       |
| باسکول    | bascule                                                                 | ترازو                                                                                             |
| باسن      | (bassin)                                                                | لگن، کفل، لگنچه، سُرین                                                                             |
| باسیل     | bacille                                                                 | باکتری، گونه‌ای بیماریزا                                                                           |
| باک       | bac                                                                     | انباره سوخت خودرو                                                                                 |
| باکتری    | (bactérie)                                                              |                                                                                                   |
| بالانس    | balance                                                                 | هماهنگی، توازن                                                                                    |
| بالکن     | (balcon)                                                                | ایوان، بالاخانه                                                                                   |
| بالماسکه  | (Bal masqué)                                                            | گونه‌ای مهمانی که مهمانان با نقاب (سیماچه) چهره خود را می‌پوشانند                                   |
| باله      | ballet                                                                  | گونه‌ای رقص                                                                                        |
| بالرین    | ballerine                                                               | رقصنده باله                                                                                       |
| بانداژ    | (bandage)                                                               | زخمبند                                                                                            |
| باند      | bande                                                                   | دار و دسته، گروه                                                                                  |
| بانک      | banque                                                                  | بانک                                                                                              |
| بتن       | béton                                                                   | بتن و ساروج                                                                                       |
| بر        |                                                                         | بر زدن ورق پاسور                                                                                  |
| برانکارد  | brancard                                                                | بیماربر، وسیلهٔ جابجایی بیمار                                                                      |
| برس       | (brosse)                                                                | فرچه                                                                                              |
| برلیان    | brillant                                                                | الماس تراشیده (خود واژه برابر با درخشان است)، همچنین گونه ای از تراش الماس                        |
| برودری    | broderie                                                                | گونه‌ای گلدوزی دستی                                                                                |
| بروشور    | (brochure)                                                              | راهنما                                                                                            |
| بریگاد    | brigade                                                                 | دسته‌ای در ارتش                                                                                    |
| بلژیک     | (Belgique)                                                              | کشور بلژیک                                                                                        |
| بلوف      | bluff                                                                   | چاخان (مغولی)، لاف زنی، گزافه                                                                     |
| بلوار     | boulevard                                                               | چهارباغ، خیابان بزرگ، خیابان پهن، دوسویی                                                          |
| بلوز      | (blouse)                                                                | پیراهن                                                                                            |
| بلوک      | bloc                                                                    | بخش، تکه زمین، کشورهای همپیمان، تکه زمینی که چهارسوی آن گذرگاه همگانی باشد (مانند کوچه و خیابان). |
| بلیت      | (billet)                                                                | (که در فرانسوی «بیه» تلفظ می‌شود) بن، رسید، پروانک، پته                                            |
| بمب       | bombe                                                                   | بمب                                                                                               |
| بن ساله   | (bon salé)                                                              | خوش نمک                                                                                           |
| بوآ       | (Boa)                                                                   | گونه‌ای از مار بزرگ                                                                                |
| بوتیک     | boutique                                                                | فروشگاه پوشاک                                                                                     |
| بودجه     | budget                                                                  | سرمایه                                                                                            |
| بورژوا    | bourgeois                                                               | سرمایه‌دار                                                                                         |
| بورژوازی  | bourgeoise                                                              | سرمایه سالاری                                                                                     |
| بورسیه    | bourse                                                                  | کمک هزینه تحصیلی، آموزانه                                                                         |
| بوروکراسی | (bureaucratie) (که از ریشه bureau به معنی میز و دفتر کار ایجاد شده است) | دیوان سالاری؛ کاغذبازی                                                                            |
| بوفه      | (buffet)                                                                | چینی جا، فروشگاه نوشابه و خوراکی در جاهای همگانی                                                  |
| بولتن     | (bulletin)                                                              | خبرنامه                                                                                           |
| بیسکویت   | (biscuit)                                                               | دو بار پخته شده bis به معنی دوباره و cuit به معنی پخته شده است!                                   |
| بیگودی    | (bigoudis)                                                              | موپیچ                                                                                             |
| بیلان     | bilan                                                                   | ترازنامه                                                                                          |
|           |                                                                         |                                                                                                   |

### پ
| به فارسی                         | به فرانسوی     | معنی                                                               |
| -------------------------------- | -------------- | ------------------------------------------------------------------ |
| پاپیون                           | (papillon)     | پروانه                                                             |
| پاتیناژ                          | (patinage)     |                                                                    |
| پارازیت                          | parasite       | صدای مزاحم                                                         |
| پاراوان                          | paravent       | دیوار متحرک جداکننده                                               |
| پارکینگ                          | parking        | خودروگاه، توقفگاه                                                  |
| پارلمان                          | parlement      | مجلس                                                               |
| پاس                              | passer         | پاس دادن توپ در فوتبال یا کاری به کسی دیگر واگذار گردن             |
| پاساژ                            | (passage)      | بازارچه، سرا، مرکز خرید                                            |
| پاسپورت                          | passeport      | گذرنامه                                                            |
| پاستوریزه                        | pasteurisé     | میکروب زدایی شده، ضدعفونی شده                                      |
| پاکت                             | paquet         | جیب یا بسته نامه                                                   |
| پالت                             | pallette       | تخته ترکیب رنگ در نقاشی                                            |
| پالتو                            | paletot        | بالاپوش                                                            |
| پانتالون                         | pantalon       | شلوار (در گویش‌های جنوب غربی ایران-بوشهر، دشتی)                     |
| پانتومیم                         | pantomime      | نمایش بی‌صدا، گنگ بازی، خاموش بازی                                  |
| پاندول                           | (pendule)      | آونگ                                                               |
| پانسمان                          | (pansement)    | زخمبندی                                                            |
| پاویون                           | (pavillon)     | غرفه                                                               |
| پتو                              |                | پتو                                                                |
| پدال                             | pédale         | پایی، صفحه تخت                                                     |
| پرانتز                           | parenthèse     | کمانک                                                              |
| پرتره                            | (Portrait)     | نقاشی چهره، چهره‌نگاری                                              |
| پرس                              | presse         | فشار                                                               |
| پُرس                              | portion        | یک دست غذا برای یک نفر                                             |
| پرستیژ                           | prestige       | شخصیت اجتماعی، آبرو                                                |
| پرسوناژ                          | personnage     | شخصیت فردی                                                         |
| پُرُو                              |                | امتحان لباس قبل از خرید، تن زدن پوشاک                              |
| پروتکل                           | protocole      | شیوه‌نامه                                                           |
| پروژه                            | (projet)       | طرح و نقشه، برنامه                                                 |
| پروسه                            | (processus)    | فرایند، روند                                                       |
| پروفسور                          | professeur     | استاد                                                              |
| پریز                             | prise          | درگاه برق                                                          |
| پریم                             | prime          | علامت «′». نخستین (در برابر «زِگوند» که دومین است)                  |
| پز                               | pose           | خودنمایی، پز دادن، فخر فروشی                                       |
| پست                              | (Post)         | چاپار، پیک، فرسته                                                  |
| پلاژ                             | plage          | شناگاه                                                             |
| پلاستیک                          | plastique      | پلاستیک                                                            |
| پلاک                             | (plaque)       |                                                                    |
| پلاکارد                          | (placard)      | آگهی و نیز به معنی کابینت است. plat به معنی بشقاب یا ظرف مسطح است. |
| پلان                             | plan           | صحنه کار یا نقشه                                                   |
| پلیسه                            | plissé         | ناصافی یا تیزی لبهٔ فلز                                             |
| پلیور                            | pull over      | گونه‌ای بالاپوش                                                     |
| پماد                             | (pommade)      | ضماد، مرهم، زفتَک                                                   |
| پمپ                              | pompe          | مکنده یا تلمبه                                                     |
| پمپاژ                            | pompage        | تلمبه زنی، با فشار تلمبه فرستادن                                   |
| پنس                              | (pinces)       | گیره                                                               |
| پوتر                             | poutre         | تیر (در مهندسی ساختمان)                                            |
| پودر                             | poudre         | گرده، خرده، ریزه                                                   |
| پورتفوی                          | (portefeuille) | کیف اسناد وکیف پول است                                             |
| پوره                             | purée          | غذای نرم، له شده                                                   |
| پوستیژ                           | (postiche)     | کلاه گیس                                                           |
| پولیکا                           |                | گونه‌ای لولهٔ آب                                                     |
| پولیپ                            | polype         | گرفتگی                                                             |
| پونز                             | (punaise)      |                                                                    |
| پوئن                             | (point)        | امتیاز                                                             |
| پیپ                              | pipe           | پیپ                                                                |
| پیژامه                           | (pyjama)       | خود در اصل از فارسی پای جامه (لباس خواب)                           |
| پیستوله                          | pistolet       | ابزار پاشیدن سیمان یا رنگ-تفنگ                                     |
| پیک                              |                | یک جرعه یا استکان نوشیدنی الکلی                                    |
| پیلی                             | pliure         | تا، تاخوردگی پارچه                                                 |
| پیل مثلا در پیل خشک یا پیل بغداد | pill , battery | باتری                                                              |
| پیست                             | piste ,Piste   | زمین مسابقه                                                        |

### ت
| به فارسی        | به فرانسوی | معنی                                                                                  |
| --------------- | ---------- | ------------------------------------------------------------------------------------- |
| تابلو           | (tableau)  | بوم، پرده، نگاره؛ تخته سیاه؛ انگشت‌نما                                                 |
| تاکتیک          | tactique   | شیوه، رزم آرایی، شگرد جنگی                                                            |
| تاکسی           | taxi       | مسافرکش، پیاده بر                                                                     |
| ترانشه          | tranchée   | گودال ژرف و باریک، خندق، (در حفاری) بازکردن یک چاله                                   |
| تریلی           |            | بارکش                                                                                 |
| تلویزیون        | télévision | جام جم، (خود واژه به معنی دورنما)                                                     |
| تلگراف          | télégraphe | دورنگار                                                                               |
| تمبر            | (timbre)   | تکه کاغذ کوچک چهارگوشه که روی آن نرخ معیّنی چاپ شده و در پست‌خانه روی پاکت‌ها می‌چسبانند. |
| تن (ماهی)       | (thon)     |                                                                                       |
| تنسپلاس         |            | چسب زخم                                                                               |
| توالت           | (toilette) | دستشویی                                                                               |
| تومور           | (tumeur)   | توده، غده                                                                             |
| تئاتر           | théatre    | نمایش                                                                                 |
| تیتر            | titre      | سرنویس، سرخط، سرواژه، سرگفتار، سرنامه                                                 |
| تیراژ           | (tirage)   | شمارگان                                                                               |
| تیره یا خط تیره | (tiret)    |                                                                                       |

### د
| به فارسی  | به فرانسوی                                   | معنی                                                                                      |
| --------- | -------------------------------------------- | ----------------------------------------------------------------------------------------- |
| دپو       | dépôt                                        | مخزن، محل انباشت                                                                          |
| دال       | (Dalle)                                      | سقف بتنی                                                                                  |
| دانس      | (Danse)                                      | رقص                                                                                       |
| دانسینگ   | dancing                                      | دیسکو یا مهمانی                                                                           |
| دپارتمان  | département                                  | بخش                                                                                       |
| دسامبر    | décembre                                     | ماه پایانی مسیحی                                                                          |
| دسر       | dessert                                      | پس‌غذا                                                                                     |
| دکتر      | docteur                                      | پزشک                                                                                      |
| دکلته     | décolleté                                    | لباس بدون آستین و یقه                                                                     |
| دکلره     | décolorer                                    | بی‌رنگ شده                                                                                 |
| دکوراسیون | décoration                                   | چیدمان منزل یا محل کار                                                                    |
| دکوراژه   | découragé                                    | دلسرد                                                                                     |
| دفرمه     | déformée                                     | از ریخت افتاده، تغییر شکل داده                                                            |
| دلیجان    | (diligence)                                  | گونه‌ای کالسکه                                                                             |
| دموده     | démodé                                       | کهنه، از مد افتاده                                                                        |
| دوبلاژ    | doublage                                     | گویندگی و صداگذاری برای فیلم                                                              |
| دوبله     | doublée                                      | (فیلم) صداگذاری شده                                                                       |
| دوبلور    | doubleur                                     | هنرمند صداپیشه، گوینده فیلم                                                               |
| دوجین     | (fr:dozaine)                                 | ۱۲ عدد. ۲ تا ۶ تایی؛ همریشه دوازده فارسی .douze (با گویش "دوز") برابر با شماره دوازده است |
| دز        | (dose)                                       | اندازه، مقدار                                                                             |
| دوش       | (douche) فعل se doucher و prendre une douche | به معنای دوش گرفتن است.                                                                   |
| دون ژوان  | Don Juan                                     | مرد زن باره                                                                               |
| دیالوگ    | dialogue                                     | گفتگو                                                                                     |
| دیپلم     | (diplome)                                    | گواهینامه؛ دانشنامه                                                                       |
| دیسک      | (disque)                                     | صفحه گرد، گِرده                                                                            |
| دیسکت     | (disquette)                                  |                                                                                           |
| دیکته     | dictée                                       | املا، درست نویسی                                                                          |

### ر
| به فارسی      | به فرانسوی       | معنی                                  |
| ------------- | ---------------- | ------------------------------------- |
| رادیاتور      | (radiateur)      | بازتابگر                              |
| رادیو         | radio            |                                       |
| رادیواکتیویته | radioactivité    | پرتوزایی، پرتوافکنی                   |
| راندو         |                  | (معماری) نگاره پردازی                 |
| راپورت        | (rapport)        | گزارش                                 |
| رزومه         | résumé           | پیشینه، سابقه کار                     |
| رژ لب         | (rouge à lèvres) | سرخاب، رژ لب                          |
| رژه           |                  | نمایش رزمی                            |
| رژیم          | (régime)         | گونه کشورداری، شیوه فرمانروایی، نظام  |
| رستوران       | restaurant       | غذاپزی، غذاخوری                       |
| رگلاژ         | réglage          | تنظیم کردن، درست کردن                 |
| رفراندوم      | (référendum)     | همه‌پرسی                               |
| رفله          | reflexion        | بازتاب                                |
| رفوزه         | (refusé)         | ناپذیرفته، مردود                      |
| رله           | relais           | فرستادن امواج رادیو روی خط            |
| روبان         | (ruban)          | نوار، بند                             |
| رُتوش          | (retouche)       | اصلاح نگاتیو عکس - پرداخت (فرهنگستان) |
| روسیه         | Russie           | کشور روسیه                            |
| رومانتیک      | romantique       | پرشور، شیدا، احساساتی                 |
| رئال          |                  | راستین، واقعی                         |
| رئالیسم       | réalisme         | راستینه گرایی، واقع‌گرایی              |
| رئالیست       | réaliste         | راستینه گرا، واقعگرا                  |
| ریمل          | rimmel           | سرمه، ریمل چشم (لوازم آرایش)          |
| رمان          | roman            | داستان بلند                           |
| رپرتاژ        | reportage        | گزارش                                 |
| رب دوشامبر    | Robe de chambre  | لباس خانه                             |

### ز
| به فارسی | به فرانسوی | معنی |
| -------- | ---------- | ---- |
|          |            |      |

### ژ
| به فارسی  | به فرانسوی    | معنی |
| --------- | ------------- | --- |
| ژامبون    | (jambon)      | فرآورده ای گوشتی که از گوشت حیوانات خصوصاً خوک پرواری (در ایران عموما گوشت گاو، گوسفند و مرغ و ...) تهیه می‌شود. ژامبون ممکن است تازه یا دود پخت بوده و به آن نمک و مواد نگهدارنده زده شده باشد. ژامبون نسبت به کالباس، از گوشت بیشتری برخورداراست. معادل فارسی ندارد. |
| ژاندارمری | (gendarmerie) | ژانْدارمِری، متشکل از نیروی ژاندارم نیرویی نظامی با هدف حفظ انتظامات و استقرار امنیت عمومی و اجرای قوانین، جلوگیری از تخلف از قوانین و مقررات، کشف جرایم و تعقیب و دستگیری مجرمان در همهٔ نقاطی که در حوزهٔ استحفاظی شهربانی واقع نشده‌اند. ژاندارمری از لحاظ سازمانی و استخدامی مشمول قوانین و مقررات نظامی، اما از لحاظ تشکیلاتی تابع وزارت کشور است. لایحهٔ تشکیل ژاندارمری در ایران در ۱۳۲۹ق/۱۲۸۰ش به تصویب مجلس شورای ملی رسید و در همان سال دولت ایران هیئتی سه نفره از مستشاران سوئدی را برای تشکیل ادارهٔ ژاندارمری استخدام کرد و بعدها برشمار این مستشاران افزوده شد. روسیه و بریتانیا از همان آغاز، کارشکنی می‌کردند و سرانجام سرتیپ یالمارسون، رئیس ژاندارمری، مجبور به ترک ایران شد (۱۳۳۳ق). دستگاه ژاندارمری برخلاف قوای قزاق، منظم و عاری از فساد و نزد مردم محبوب بود. ژاندارم‌ها در استان فارس با ملّیون در قیام علیه انگلیس مشارکت کردند، اما کاری از پیش نبردند. این قیام بهانه ای به دست انگلستان داد تا پلیس جنوب را به وجود آورد. بعد از کودتای سوم اسفند، سردار سپه (رضاشاه بعدی) ژاندارمری را ضمن برنامهٔ خود برای ایجاد ارتش متحدالشکل، جزو ارتش قرار داد (۱۳۰۰ش) و در دورهٔ سلطنتش به جای نام ژاندارمری عنوان اَمنیّه انتخاب شد، اما بعد از جنگ جهانی دوم، بار دیگر نام پیشین را بازیافت. در جمهوری اسلامی ایران، ژاندارمری به مثابهٔ تشکیلاتی جداگانه ازبین رفت و ضمن ادغام در شهربانی و کمیته‌های انقلابی، جزو نیروی انتظامی جمهوری اسلامی (ناجا) ایران قرار گرفت. دانشنامه آزاد فارسی |
| ژانر      | (genre)       | سبک، گونه |
| ژست       | (geste)       | رفتار، ادا، کِرِشمه |
| ژله       | (gelée)       | ژله |
| ژنرال     | (general)     | امیر، سپهبد، سرتیپ، سردار، سرلشکر، میر و تیمسار. |
| ژنتیک     | (génétique)   | تبارشناسی، خاندان‌شناسی، خویشاوندشناسی، دوده‌شناسی |
| ژوپ       | (jupe)        | ژوپ به معنی دامن، به تنهایی به ندرت در زبان فارسی مورد استفاده قرار می‌گیرد ولی minijupe به معنی دامن کوتاه عمدتاً مورد استفاده در میانه قرن بیستم بوده است و هم‌اکنون این اصطلاح کم‌تر مورد استفاده قرار می‌گیرد. |
| ژورنال    | (journal)     | روزنامه، مجله. امروزه بدین معنی بسیار کم استفاده می‌شود ولی گاهی به عنوان مثال جهت اشاره به ژورنال‌های ورزشی استفاده می‌شود. در زبان فارسی غالباً به مجلاتی که در آن صور متنوع و اشکال مختلف البسه رسم شده و در خیاطی بکار است اطلاق می‌شود. لغن نامه دهخدا |
| ژیله      | (gilet)       | جلیقه |

### س
| به فارسی    | به فرانسوی      | معنی                      |
| ----------- | --------------- | ------------------------- |
| ساک         | sac             | ساک دستی                  |
| ساتن        | (satin)         | پارچه ای ابریشمی          |
| سالن        | (salon)         | تالار، سرسرا              |
| سانتیمانتال | (sentimental)   | شورانگیز، احساساتی        |
| سس          | (sauce)         | چاشنی غذا                 |
| سنتز        | (Synthèse)      | آمیزش                     |
| سنکوپ       | (Syncope)       | ایست قلبی                 |
| سوتین       | (soutien gorge) | سینه بند                  |
| سوژه        | (sujet)         | زمینه، بستر، موضوع، جستار |
| سوسیس       | (saucisse)      | سوسیس                     |
| سشوار       | (séchoir)       | موخشک کن                  |

### ش
| به فارسی     | به فرانسوی  | معنی                                                            |
| ------------ | ----------- | --------------------------------------------------------------- |
| شاپو         | (chapeau)   | کلاه                                                            |
| شارژ         | charge      | پر کردن                                                         |
| شارژر        | chargeur    | وسیله‌ای که عمل شارژ کردن را انجام می‌دهد                         |
| شارلاتان     | (charlatan) | کلاه‌بردار و دغل (از زبان فارسی وارد زبان فرانسه شده است)        |
| شاسی         | (châssis)   | چهارچوب، قاب، تنه ی اتومبیل (بدون اتاق)                         |
| شانس         | (chance)    | بخت و اقبال                                                     |
| شانتاژ       | (chantage)  | هیاهو، غوغاسالاری. ریشه آن فعل chanter به معنی آواز خواندن است. |
| شامپانزه     | chimpanzé   |                                                                 |
| شامپو        | shampooing  | سرشوی                                                           |
| شما (شماتیک) | (Schéma)    | نمودار                                                          |
| شوالیه       | (chevalier) | اسب سوار و Cheval به معنی اسب است.                              |
| شوک          | choc        | تکان، جاخوردن، تکانه دیدن                                       |
| شوسه         | (chaussée)  | جاده و سواره رو است و chaussure به معنی کفش است.                |
| شوفاژ        | (chauffage) | گرمایش                                                          |
| شوفر         | (Chauffeur) | راننده                                                          |
| شومینه       | (cheminée)  | آتشدان                                                          |
| شیک          | chic        | زیبا و با شکوه                                                  |
| شینیون       | (chignon)   | موپیچی بسته زنان                                                |

### ط
- طلق (talc)واژهٔ عربی است. در اصل دلق می‌باشد به معنی کیسه پارچه ای

### ف
| به فارسی  | به فرانسوی | معنی |
| --------- | ---------- | --- |
| فابریک    | (fabrique) | کارخانه و در فارسی برابر اصل (original). |
| فلش       | (flèche)   | پیکان |
| فراز      | (Phrase)   | عبارت، جمله(مثال: فرازهایی از سخنان … ) |
| فراکسیون  | (fraction) | بخش؛ شاخه سیاسی؛ گروه همفکری در داخل یک حزب یا مجمع. |
| فرغون     | (fourgon)  | وسیلهٔ حمل وسایل و مصالح ساختمانی توسط کارگران |
| فرم       | (Form)     | سیما، نما، دیس، شکل، صورت؛ ۲- درخواست نامه؛ برگه (برگه‌ای دربردارندهٔ پرسش‌ها یا جاهای خالی برای دریافت اطلاعات از فرد درخواست‌کننده، شرکت‌کننده و مانند آن)                                |
| فُرمول     | (formule)  | ساختاره، سانیز، روش ساخت ۱- به معنای شکل (فُرم) کوچک شدهٔ چیزی مورد استفاده در ریاضی، شیمی و فیزیک ۲- قاعده و روش انجام (مثال: فرمولش اینه که اول یا الله میگی بعد سرتو میندازی پایین …) |
| فویل      | (feuille)  | ورقه یا برگه. |
| فُکُل       | (faux col) | یقه کاذب. |
| فلاسک     |            | قمقمه، دمابان |
| فونداسیون | fondation  | پی ساختمان |

### ک
| به فارسی          | به فرانسوی               | معنی                                                                |
| ----------------- | ------------------------ | ------------------------------------------------------------------- |
| کاپیتان           | (Captan)                 | فرمانده                                                             |
| کاپوت             | (capot)                  |                                                                     |
| کادر              | (cadre)                  | پایور (مانند سرباز کادر)؛ قاب، چارچوب؛ گروه اجرایی (مثل کادر پزشکی) |
| کادو              | (cadeau)                 | هدیه، پیشکش                                                         |
| کارتابل           | (cartable)               | کیف مدرسه                                                           |
| کارت پستال        | (Carte postale)          |                                                                     |
| کاسکت             | (Casquette)              |                                                                     |
| کافه              | (café)                   | قهوه، قهوه‌خانه                                                      |
| کافه گلاسه        | (café glacé)             |                                                                     |
| کامیون            | (camion)                 | باری                                                                |
| کامیونت           | (camionnette)            |                                                                     |
| کاناپه            | (canapé)                 |                                                                     |
| کاندید یا کاندیدا | (Candidat)               | نامزد                                                               |
| کائوچو            | (caoutchouc)             |                                                                     |
| کتلت              | (côtelette) از واژه côte | به معنی دنده به وجود آمده است.                                      |
| کراوات            | (cravate)                |                                                                     |
| کرست              | (corset)                 | سینه بند، پستان بند                                                 |
| کریدور            | (corridor)               | راهرو، گذرگاه                                                       |
| کلکسیون           | (collection)             | مجموعه                                                              |
| کلیه              | (Collier)                | گردن‌بند و cou =گردن است.                                            |
| کمدی              | (comédie)                | خنده‌دار                                                             |
| کنسانتره          | (concentré)              | افشره                                                               |
| کنسرو             | (conserve)               | خوراک سربسته                                                        |
| کنسرواتور         | (conservateur)           | نگهبان و محافظ                                                      |
| کنکور             | (concours)               | آزمون سراسری                                                        |
| کودتا             | (Coup d'État)            | شورش ارتشی                                                          |
| کوران             | (courant)                | جریان؛ بیشتر برای جریان هوا به کار می‌رود.                           |
| کورس              | (course)                 | رقابت ورزشی                                                         |
| کوسن              | (coussin)                | نازبالش                                                             |
| کنگره             | congrès                  | گردهمایی (واژه کنگره در فارسی هم داریم که معنای متفاوتی می‌دهد)      |

### گ
| به فارسی | به فرانسوی  | معنی                                                     |
| -------- | ----------- | -------------------------------------------------------- |
| گاراژ    | (garage)    | از فعل garer به معنی نگهداشتن یا توقف کردن گرفته شده است |
| گارسون   | (garçon)    | گارسون در فرانسوی به معنای پسر است = خدمتکار             |
| گیشه     | (guichet)   | باجه                                                     |
| گیومه    | (Guillemet) | علامت نقل قول                                            |

### ل
| به فارسی | به فرانسوی | معنی                            |
| -------- | ---------- | ------------------------------- |
| لژ       | loge       | فرگاه                           |
| لوستر    | lustre     | نورافشان                        |
| لیسانس   | licence    | پروانه/ گواهینامه/مجوز/کارشناسی |
| لیتر     | litre      | واحد اندازه‌گیری                 |
| لیسه     | lycée      | (فارسی افغانستان) دبیرستان      |

### م
| به فارسی  | به فرانسوی      | معنی |
| --------- | --------------- | --- |
| ماتیک     | (Cosmétique)    | سرخاب (هجای اول این وام‌واژه عامداً زدوده شده) |
| ماراتن    | (marathon)      | نام جایی در یونان به یاد یکی از نبردهای ایران با یونان که در آن (به گزارش یونانیان) پیروز شده و نمی‌خواهند آن را فراموش کنند. پس ماده ای در المپیک به یادبود آن نهاده و تا امروز آن را پاس داشته‌اند و هر چهارسال یادآوری کرده به برنده آن نشان طلا می‌دهند. |
| ماژور     | (majeur)        | بزرگ، عمده، مهم، مانند تالاسمی ماژور (در برابر مینور) |
| مانتو     | (manteau)       | روپوش |
| مانکن     | (mannequin)     | پوشاک نما |
| مایو      | (maillot)       | زیرشلواری |
| مبل       | (meuble)        | (در فرانسه به کمد (گنجه) کشو دار و اثاث خانه گفته می‌شود) |
| مبلمان    |                 | |
| مبله      | meublée         | خانه دارای رخت خانه (اسباب و اثاثیه)، خانه آماده زندگی |
| مرسی      | (merci)         | ممنون/ سپاس |
| مزون      | (maison)        | محل طراحی و دوخت لباس‌های شیک و گران |
| مغازه     | (magasin)       | فروشگاه. ترکی شده فرانسه‌ای Magazin، از عربی مَخزَن که خود اسم مکان از واژه خزینه و آنهم عربی شده گنجینه است. |
| موزه      | (musée)         | دیرین‌کده. تاجیک‌ها آثارخانه می‌گویند. |
| مونتاژ    | montage         | سرهم‌بندی |
| موکت      | (moquette)      | موفَرش |
| میزانسن   | (mise en scene) | چیدمان |
| میزامپیلی | (mise en plis)  | موپیچی زنان |
| میلیارد   | (milliard)      | |
| مکانیسم   | (fr:mecanism)   | سازوکار |

### ن
| به فارسی | به فرانسوی | معنی         |
| -------- | ---------- | ------------ |
| نایلون   | (nylon)    | کیسه         |
| نمره     | nombre     | امتیاز، تراز |

### و
| به فارسی    | به فرانسوی   | معنی                                                                                   |
| ----------- | ------------ | -------------------------------------------------------------------------------------- |
| واریِته      | variété      | تنوع، گوناگونی                                                                         |
| واژن        | (vagin)      | شرمگاه زن، آلت تناسلی زن، فرج زن.                                                      |
| واکسن       | vaccin       | مایه کوبی، پیش پاس                                                                     |
| واکسیناسیون | vaccination  | مایه کوبی کردن                                                                         |
| وانیل       | (vanille)    | گیاهی خودرو، خزنده و بالارو از تیره ارکیده که میوه گرد و سفید آن مزه دهنده شیرینی‌هاست. |
| ویدئو کلوب  | (vidéo-club) | کرایه فیلم                                                                             |
| ویتامین     | (vitamine)   | زی بخش                                                                                 |
| ویترین      | (vitrine)    | پنجره، دریچه، روزنه، پیشنما                                                            |
| ویراژ       | (virage)     | تاخت و تاز، جولان                                                                      |
| ویروس       | (virus)      | بیماریزا، مایه بیماری                                                                  |
| ویزیت       | (visite)     | دیدار، دیدار پزشک، بررسی پزشکی                                                         |
| ویزیتور     | (visiteur)   | بازاریاب                                                                               |
| ویلا        | (villa)      | خانه باغچه دار؛ ییلاقی                                                                 |
| وگانیسم     | (Véganisme)  | گیاه‌خواری                                                                              |
| وگان        | (Végan)      | گیاه‌خوار                                                                               |
| ویرگول      | (virgule)    | درنگ نما، واوَک، جدایی نما، نشانه جدایی                                                 |

### ه
| به فارسی | به فرانسوی    | معنی                  |
| -------- | ------------- | --------------------- |
| هاشور    | (Hachure)     | خط چین                |
| هال      | (Hall)        | سرسرا، تالار، پذیرایی |
| هتل      | (Hotel)       | مهمانسرا / میهمانسرا  |
| هلی‌کوپتر | (Helicoptere) | بالگرد                |

### ی
| به فارسی | به فرانسوی | معنی |
| -------- | ---------- | ---- |
|          |            |      |

## ماه‌های میلادی
ماه‌های میلادی با گویش فرانسوی در زبان پارسی به کار می‌روند:
| ترتیب | به فارسی | به فرانسوی                                            |
| ----- | -------- | ----------------------------------------------------- |
| ۱     | ژانویه   | (Janvier)                                             |
| ۲     | فوریه    | (Février)                                             |
| ۳     | مارس     | (Mars)                                                |
| ۴     | آوریل    | (Avril)                                               |
| ۵     | مه       | (Mai)                                                 |
| ۶     | ژوئن     | (Juin)                                                |
| ۷     | ژوئیه    | (Juillet)                                             |
| ۸     | اوت      | (Août)(که تازگیها با گویش انگلیسی آگوست خوانده می‌شود) |
| ۹     | سپتامبر  | (Septembre)                                           |
| ۱۰    | اکتبر    | (Octobre)                                             |
| ۱۱    | نوامبر   | (Novembre)                                            |
| ۱۲    | دسامبر   | (Décembre)                                            |

## بدون طبقه‌بندی
جآئروپلان-آئورت-آباژور-آبونمان-آبونه-آپارتمان-آپاندیست-آتاشه، اتاشه-آتروپین-آتمسفر-آتو-آجودان-آدرس-آر-آرابسک-آرتزین-آرتیست-آرشه-آرگون-آرم-آریا-آریستوکرات-آریستوکراسی-آژان-آژانس-آس-آسانسور-
آستات-آسِتن-استن-آستیگماتیسم-آستیلن، استیلن-آسفالت-آسم-آفتومات-آکادمی-آکاژور-آکاسیا (اقاقیا)-آکتور-آکروبات-آکروباسی-آکلاد-آکوردئون-آکومولاتور-آگارآگار-آگراندیسمان-آگرمان-آلبوم-آلبومن-آلبومین-آلبومینوری-
آلفا-آلکالوئید-آلگ-آلگرو-آلومین-آلومینیوم-آلیاژ-آلیداد-آلیگاتور (تمساح)-آماتور-آلو-آماریلیس-آمبولانس-آمپر-آمپول-
آمفیبول-آمفی تئاتر-آمفیوس-آمونیاک -آمونیوم-آمیب-آمیرال-آناناس-آنتراکت-آنتن-آنتی پیرین-آنتیک-آندانت-آندیو-آنژین-آلگلوفیل-آنوریسم-آنیلین-ابژکتیف-اپرا-اپرت-اتاماژور (ایتماژور)-اُتُپسی-اتراق-اتم-اتوبوس-
اتوکار (انگلیسی، فرانسوی)-اتوماتیک-اتومبیل-اتیکت-اتیلن-اختاپوت (یونانی، فر)-ادکلن-ارانگوتان-ارسنال-ارسنیک-ارکستر-ارگان (یونانی)-ارگانیسم-ارگ-ارمینین-اروه-اریستوکرات-اریستوکراسی-اریگاتور-ازت-ازتات-
ازن-اسانس-اسانسر، آسانسور-اسپر، اسپرت-اسپُر-اسپرماتوزوئید-اسپکترسکپ-اسپیروزیر-اسپیرومتر-استات-اِستاد (فر، یو)-استاژ-استاژیر-استالاکتیت-استالاگمیت-استامپ-استاندار (استاندارد. انگلیسی) استپ (از روسی)-استراژی-
استراتوسفر-استرتوسکپ-استرکنین، استریکنین-استرونسیوم-استریلیزه-اَسِتُن-استیلن-اسکربوت (از رس (روسی))-اسکلت-اسکولاستیک-اسکی-اسید-اِشِل-اکزما-اکسپرسیونیست –اکسپوزان-اکسید-اکسیداسیون-اکسیژن-
آکواریوم (لاتین)-الاستیک-الکترومان-الکتروتراپی-الکترود-الکترونیک-الکتریزه-الکتریسیته-الکتریک-الکل-المپیاد-المپیک-امپراتریس-امپریال-امپریالیست-امپریالیسم-امتِیک-امتِین-املت-انارشی -انارشیست-انارشیسم-
انترن-انتریگ-انتیمون، آنتیمون-اَنُد-اندکس-اندیکاتور-انرژی-انژکسیون-انستیتو-آنفلوآنزا (ایتالیایی)-انیدرید-انیلین-اورانگ اوتان-اورانیوم-اوره-اولئین-اولتیماتوم-اونس-اونوسما-اوورتو-اونیفرم-اُهم-اهم متر-ایپکائین-ایدآل-
ایداکیست-هیدروژن، هیدروژن-ئیدرات-ایدئولوژی-ایریغارون-ایگنام-ایون-بااباب=بائوباب-بابیروسا-باتری-باتون-بارفیکس-بارومتر-بارون-باریوم-باز (فرانسوی، یونانی)-بازالت-باس-باستیان، باستیون-باسکول-باسیل-باک-باکارا-باکتری-
بال-بال-بالانس -بالت، باله-بالکن (فر، ایتا)-بال کوستومه-بال ماسکه-بالن=بالون-بامبو-باندرل-بانک-بانکروت-بِتون-بُر-برانشی-بِرانکار-براوو-برس-برلیان-بُرم-بُرمور-برنز (فر، ایتا) برنشیت-برودری-بروسین-بِرِه-بریگاد-
بلانکت-بلف (انگ، فر)-بلفاریت-بلنتاین-بلوز-بلوک (از ژرمانی)-بلیارد-بلیت-بمب=بومب-بمباردمان-بِمُل-بمول-بنبو-بنزین، بنزن-بنزوئیک-بنزوات-بنژوان-بوآ-بوبین (پارسی=پیچک)-بودجه-بورژا-بورژوازی-بورس-بوفه-
بولوار، بلوار-بیسکویت-بیسموت-بیسیکلت-بیفتک (از انگلیسی)-بیلان-پاپ (یوPappas)-پاپیون-پاتولوژی-پارابلوم-پاراتیروئید-پارازیت-پاراشوت-پارافین-پاراگراف-پارالل-پارانتز-پارانشیم-پاراوان-پارتی-
پارشمن-پارک-پارکه-پارلمان-پاس-پاساژ-پاسپورت-پاستوریزه-پاک-پاکت-پالئوزوئیک-پالئوزون-پالئوگرافی-پالئولیتیک-پالئونتولوژی-پالت-پان (ازPantosیونانی)-پان اسلاویست-پان ایرانیست-پانتوگراف، پانتگراف-پان
تورکیست-پانتومیم-پانته کت-پاندول-پان ژرمانیست-پانسمان-پتیالین-پدال-پرانتز-پرتره-پرتوپلاسم-پرتوزوئر-پرتون-پرژه-پِرس-پُرس-پرسپکتیو-پرستات-پرسناژ-پرسنل-پرگرام-پرمنگنات-پرو-پروانش-پرولتاریا-پری-پریز-
پریمور-پُز-پسیکانالیز-پسیکرومتر-پسیکوترامی-پلاتین-پلاژ-پلاستیک-پلاسما-پلاک-پلئیستوسن-پلتیک، بلیتیک-پلکا-پلیس-پلیسه-پلی کلینیک-پماد-پمپ-پوینت-پنس-بوتین-پودر-پورپورا-پوره-پوُلکا-پوم-پولیپ-
پونز-پی (فرانسوی. کوتاه شده یPeripheriaیونانی) پیاستر-پیانو (فر. ایتا)-پیپ-پیست-پیستوله-پیستون-پیشتو=بیستوله-پیک-پیکادور-پیل-پیوره-تابلو-تاتو-تاکتیک-تاکسی-تاکسی-تالان (یو. فر)-تانژانت-تانن-تآتر، تئاتر-تئودولیت-تئوری-
تئوکراسی-تئین-تراخم-تراژدی-تراس-تراکتور-تِرام-ترانزیت-ترانزیستور-ترانسفورماتور-تراورس-تربانتین-ترمی-ترمومتر-ترن- ترومبون-ترومپت-تریسموس-تریشین-تریشینوز-تریلیون-تریو-تز-تزار-تِک-تکنیک-تکومه-
تلسکوپ –تلفن-تلگراف-تلگرام-تلمبه-تلویزیون-تله پاتی-تِم-تَمات-تماته-تمبر-تُن (فرTonneانگTon)-تُن(Ton)-تنتور-تورب-توربین-تورپیل-تورنسل-توکسین-تونل-ته-تیپ-تیراژ-تیروئید-
تیفوئید-تیفوس-تیموس-تین (انگ. فر) جِبس (لا. فر)-جلیقه (در فرانسه ت آخر تلفظ نمی‌شودGillet)-درام-دراماتیک-دسر-دسی‌گرم-دسی لیتر-دسی‌متر-دفیل-دکاگرم-دکالیتر-دکامتر-دکتر-دکترا-دکترس-دکترین-دکلاماسیون-دکلامه-دکور-دکوراسیون-
دگماتیسم-دلیجان-دِمُده-دموکرات-دموکراتیک-دموکراسی-دو (عدد۲)-دوئل-دوبل-دوبلاژ-دوبله-دوجین-دوشس-دوک-دیابت-دیاپازن-دیافراگم-دیالکتیک-دیپلم-دیپلمات-دیپلماتیک-دیپلماسی-دیپلمه-دیریژابل-دیز-دیژیتالین-دیسک-
دیسپلین-دیفتری-دیفتونگ-دیفرانسیل، دیفنسیال-دیکتاتور-دیکتاتوری-دیکته-دینام، دینامو-دینامومتر-دینامیت-دینامیک-دیوزیون-راپسودی-رادیان-رادیان (ت)-رادیاتور، رادیات-رادیکال-رادیو-رادیواکتیو-
رادیوآکتیویته-رادیوتراپی-رادیوگرافی-رادیوگرام-رادیولوژی-رادیولوژیست-رادیولُگ-رادیوم-رادیومتر-راشیتیسم-راکت-رال-رامی-راندمان-رآلیست، رئالیست-رپرتوار-رتاتیو-رتوش-ردنگت-رُز-رزرو-رزنانس-
رزیستانس-رزین-رژلیسور-رژیم-رژیمان-رستوران-رفراندوم-رفرم، رفورم-رفوزه-رکتوم-رکلام-رکورد-رگل-رگلاتور-رگلاژ-رگلمان-رُم (فرRhum انگRum)-رمان-رمانتیک-رمانس-روتول-روژ (سرخ)-روس فیل-
رولت-رولور (از انگRevolver برگردنده)-روماتیسم-رومبا-ریتم-ریسک-رینگ-رینیت-زئولوژی-زیگزاگ (فرZigzagازآلمانیZickzack)-ژتون-ژاکت-ژالاب-ژامبون-ژاندارم-ژئوفیزیک-ژئولوژی-
ژتون-ژرسه-ژست-ژلاتین-ژله-ژنرال-ژنرالیسم-ژنژیویت-ژنکوGinkgo-ژنی-ژوت (فرJuteازانگJute ازبنگالیJhuto سنسZuTa)-ژورنال-ژورنالیست-ژورنالیسم-ژوری-ژیپس-ژیگولت-ژیگولو-ژیمناستیک-
سابوتاژ-ساتن-ساجو-ساخارین-سادیست-سادیسم-ساک-ساکارات-ساکارز-ساکسفن-ساگو، ساجو-سال-سالاد-سالن-سالیسیلات-سالیسیلیک-
سامبا-ساناتوریم-سانتیم-سانسور-سئنانس-سدیم-سرامیک-سِرُم-سرناد-سرنگ-سرویس-سِری-سریال-سزار-سزارین-سُس-سسالی-سطاریون-سقلاطونSiglaton-سکس (فرSexeانگSex)- سُل-سلو-سِلّورعصالور-سلول-
سلولز-سمبول-سمبولیست-سمپاتیک-سمفونی-سمنامبولیسم-سن-سنا-سناتور-سناریست-سناریو (ازایتا)-سندیکا-سوارهSoirée-سوبلمه، سوبلیمه-سوپ-سوپاپ-سوپرانو (ایتا. فر)-سود-سودیوم-سِوِر-سوررآلیست-سوژه-
سوسیالیست-سوسیس، سیسSaucisse-سوسیسون (فرSaucissonایتاSalsiccione)-سوش-سوفلور (دمنده)-سولفات-سولفور-سولفیت-سولو، سلو-سونات-سویت-سُویِت (فر Sovietروس Savyet)-سی (کوتاه شده
Sancte Iohannes) سیاتیک-سیبل-سیرک-سیستم-سیفلیتیک-سیفلیس-سیفون-سیکل-سیکلامن-سیکلمه-سیکلوپس-سیگار (فرCigreاسپاCigarro)-سیگارت-سیلندر-سیلو-سیلیس-سیلیسیم (تکه شده از Silexشن)-سیلیکات-
سیمان، سمنتCiment-سینرر، سینره-سینما-سینوزیت-سینوس-سیویل-شاپو-شاتون (فرChatonآلمانی کهن)-شامپانی-شامپیون-شانکر-شکلا، شکلات-شماتیک-شِورو-
شیفر-شیمی-شیمیست-صافِن-فا-فارPhare-فاراد-فاز-فاشیست-فاکتور-(فرFacteurانگFactor)-فاکتورFacture-فاکولته-فامیلFamille-فانتزی-فانتزیست-فئودال-فئودالیته-فئودالیسم-
فتوتروپیسم-فتی شیست-فتی شیسم-فدراسیون-فدرال-فِر-فراز-فراکFrac-فراکسیون-فراماسون Framc-mascon(ازانگFreemason)-فرانسیسکن-فِرانک-فَرانک-فِرِسک-فرکانس-فرم-فرمالیته-فرمالیسم-فرمول-
فرمولر-فِرّوFerreuxآهنین-فرونت-فِرریک-فریکاسه-فستیوال-فسفات-فسفر-فسیل-فُکُل-فلاسک (فرFlasqueانگFlask ایتاFlasca)-فلاشری-فلانل (فرFlanelle ازانگFlannel)-فلدسپات-فلوئور-فلوت-فلوتFlotte-فلورن(FlorinازایتاFlorino)=فلوری-فلوکس-فمینیسم -فتاتیسم-فتاتیک-فِنُل-فنومن-فنومنیست-
فنومنولوژی-فنومنولگ-فورمالیته-فورمالیسم-فوکوسFucus-فولکلور-فونتیک-فوئوگراف-فونیکولر-فیبر-فیبرین-فیبرینوژن-فیزیسین-فیزیک (از یوPhusisسرشت)-فیزیوکراست-فیزیوکراسی-فیزیولوژی-فیزیولوژیست-
فیزیولوژیک-فیش-فیشیه-فیلتر-فیلم-فیله-فینال-قاره بین، قره بینا، قره بینه ترکی شدهCarabineقرابین، قرابینه-قرمیلGremil –قرنطین، قرنطینه (فر، انگQuarantaine)-قرنیزCorniche?-قنسول-
کائولن (فرKaolinچینیKauling)-کاباره-کابل-کابین-کابینه-کاپ-کاپوت-کاپوسی-کاپیتالیست-کاپینالیسم
قاپوتان، قپودان ترکی شده، کاپیتولاسیون-کاتابولیسم، کاتابولیک-کاتالپسی-کاتالگ، کاتالوگ-کاتالیز-کاتُد، کاتود-کاتولیک (Catholique)-کادو-کارابین-کارامل-
کاربن، کربن-کاربنات، کربنات، کاربنیت-کاربراتور-کارت-کارتل (فر. انگ Cartel)-کارتن-کاردینال (فرCardinalلاCardinalis)-کارناوال-کاریکاتور-کازینو-کاس-کاسگ-کاسکت-کاسوله-کاسیک-
کاشالو، کاشالوتCachalot-کاشو-کاشهCachet-کافئین-کافه رستوران-کاکائو، کاکااو- کاکِلKakile-کالج (انگCollègeفرکولژCollége)-کالری-کالوز-کالومِل (فرCalomelیو Kalos,Mélas)-کالیبر-
کالیکول-کامبرین-کامفر (کافور)-کامِلین-کامیون -کامیونت-کاناپه-کانال- کانتور، گنطور، گنتور-کاندیدا، کاندید-کانگورو-کانوا-کاو-کاوالیه-کُبالت (فرCobaltآلمانیKobalt)-کُبرا (فر. پرتغالیCobra)-کپسول-کپیه-
کتCotte(نیمتنه)-کتانژانت –کتلتCotelette-کدئین-کُرChoeur-کراتیت-کراواتCravate-کرئوزوت-کربن-کربنات-کِرِپ-کرتاسه-کرست-کِرِم-کرمایر-کروشه-کرومانیون-کریدور (فرCorridorایتاCorridore)-کُک-
کلارینت-کلاس-کلاویسن، کلاوسن-کلاویه-کُلُر-کلرور-کلروفرم-کلروفیل-کلرومیسین (فر KoloromaysetinانگChloromycetin)-کُلُفَن-کلنل، کلونل-کُلُنی-کلوب-کُلودیون-کُلی-کُلیر-کلیشه-
کلینیک-کُلیه-کماندو (از پرتغالی)-کمپانی (انگCompany فر Compagnie)-کمپرس-کمپرسور-کمپرسی-کمپوت-کمد-کمدی-کمدین-کُمون-کمیساریا-کمیسیون-کمیسیونر (دلال)-کمیک-کنترات (قرارداد)-کنتراست-
کنترالتو (فر. ایتا)-کنترباس (فر ContrebasseایتاContrabbasso)-کنترل (وارسی)-کنترلور-کنتور-کُندیلوم-کنسرت-کنسرو، کونسرو-کنسرواتوآر-کنسرواتور-کنسول-کنسولتاسیون-کنفدراسیون-کنفرانس-کنکور-کنگره-
کُنیاک Cognac-کواتور (فر. لا)-کوارتت-کوارتز-کوبیست-کوپن-کورار-کوران-کورس-کوکا (فر. اسپا Coca)-کوکائین-کولشی سین-کولیت-کیست-کیلو-کیلوسیکل-کیلوگرام، کیلوگرم-کیلومتر-کیلو وات (انگ. فر)-
کیلوولت-کینین-کیوسک (از پارسی کوشک)-گاباردین (فرGabardineاسپا Gabardina-گار-گاراژ-گارد-گاردان-گاردنال-گاردنیا-گارس (گرفته شده از غزه Gaze)-گارسن، گارسون-گاز-گازوئیل (انگ. فر)-گازولین-گاسترولا-
گاسترولاسیون-گاف-گال-گالاکتز، گالاکتوز-گالری، گالاری-گالش (فرGalocheیوKalopous)-گالِن-گالُن-گالوانومتر-گام (فر Gammeازیو Gamma)-گامت-گاموسِپال-گاموسِتمون-گانیدان-گاویال-گِتر-گتیک، گتی، گوتیک-گراد-
گرافومتر-گرافیت-گرافیک-گرامافون، گرامافن-گراندوک-گرانول-گرانیت (خارا)-گراور-گِرم-گِریپGrippe-گریفن، گریفون-گریم(GrimeایتاGrimoچین وچروک)-گریمور-گلادیاتور-گَلایول-گلبول-گلبولن-
گلبولین-گلوسید-گلوش-گلوکز-گلوکزید-گلیپتودُن، گلیپتودنت-گلیسرل-گلیسرله-گلیسره-گلیسرین-گلیسین-گلیکژن، گلیکوژن-گلیکل، گلیکول-گلیکوکُل-گنوستیکGnostique-گواتر-گوبلن –گوریل-گیGui-گیتار-
گیدGuide-گیشهGuichet-گیوتینGuillotine-گیومهGuillemet-لابراتوار-لابیرت-لاتاری-لاتکس (شیرآبه)-لارنژیت-لاستیکElastique-لاک (گیاه)Laque-لاکتز، لاکتوز-لاکونLacune-لاما (فراز زبان
پروLama)-لامانتن-لامپ-لامینر-لبLobe-لُتو-لژیون(Légionاز لاLegio)-لژیون دنور-لژیونر-لِسLoess-لگاریتم-لُکانی-لِمLehm-لمف (تازی شده لَنفLympha,Lympheآب)-لمفاتیکی-لوپولین-
لوتLuth-لوتو (فرLoto)-لوژLuge-لوستر (چراغ آویز، چلچلراغ)-لوکسLuxe-لوکوموتیو-لومینال-لیبرال-لیبرالیسم-لیتر-لیرLyreازیو-لیسانس-لیساسیه-لیست-لیکتورLicteur-لیکورLiqueur-لیمفاتیک-
لیمون-لیموناد، لیمونات-لینییتLighnite-ماتادور (فراز اسپا)-ماتریالیست-ماتیک (کوتاه شدهCosmétique)-مادام –مادلِن-مادموازل-مارش-مارشال (سپهبد)Maréchal-مارک-مارکسیست-مارکی-مارکیز-
مارمالادMarmeladeپرتغالیMarmelada-مازوت (روس، فرMazout)-مازوخیسم Masochismeمنسوب به ساشه دو مازوخ، مازوشیسم-ماساژ-ماسک-ماشین- ماشینیست-ماشینیسم-
ماکارنی، ماکارونی (فر. ایتا)-ماکت-ماکرُفاژ-ماکزیموم (فر. ایتا)-ماکل-ماگازین-ماگدالینین-مالاکیتMalachite-مالتMalte(بیماری)-مالت (گیاه)Malt(فر. انگ)-مامان-ماموت Mammouth
مانا (فراز پولینزیMana بچم نیرو)-مانتوManteau-مانتیس-ماندُلین-مانِژ Manège-مانکنMannequin-مانورManoeuvre-مانی (دیوانگی)-
مانیتیتMagnétite-مانیتیزورMagnétiseur-مانیتیسمMagnétisme-مانیکور (لاک ناخن)-مانیوک-مایوMaillot-متازوئر-متافیزیک-متامورفوز-متانMéthane-متدMéthode-متدلوژی-مترMètre-
متراژ (گز پیمایی)-مترسMaitresse-مترولوژی، مترلوژی-مترو کوتاه شدهMétropolitain-متروپل-متروپلیتن-متریک-مُد-مدالMédaille-مدرن-مدرنیست-مدرنیسم-مدلModèle-مِدوز-مدولاسیون –مِدیاتور-مدیست-مدیوم-
مُرسMorse(پیل دریایی)-مُرس (دستگاه)-مرسی-مُرفولوژی-مرفین-مرکور (جیوه)-مرکور روژ-مرکورژُن-
مرکورکُرم-مُرMorue(گونه‌ای ماهی)-مسکالین (فر. انگ)- مسمریسم-مُسیو، موسیوMonsieur-
مغنیسیا-مکانیزه-مکانیزم، مکانیسم-مکانیسین-مکانیک-مِلاسMélasse-مِلانکولیMelancolie (مالیخولیا)-ملودرام-ملودی (همان نغمه است)-ملودیک-منگنات-منگنز-
منگنیت-مننژیت-منوئه (یکجورآهنگ)Menuet-منوپل، منوپول-مَنیتMannite-منیزیMagnésie-منیزیوم-موتاسیون-موتور (فرMoteurانگMotor)-موتوسیکلت-موزائیک-موزهMusée-موزیسین-موزیک-موزیکال-
موگهMuguet-مولکول Molécule-موندMonde-مونِل-مونولوگ-میMi(نت آهنگ)-میترالیوز-میتولوژی-میدریاز-میسیون-میسیونر-میکاMica-میکادو(Micadoاز ژاپنی) (سرنام هریک از شاهنشاهان ژاپن)-
میکرب-میکروبیولوژی-میکروبیولوژیست-میکروسکوپ-میکروسکوپیک-میکروفن، میکرفن-میکروفیلم-میکروگرافی-میکرولیتیک-میکرمتر-میکرن-میکزدُم-میکسدُم-میکروسکوپ-میگرنMigrène-میلیارد، میلیارد-میلیتاریسم-
میلیون، میلیون-میلیونر Millionaire-میلی‌گرم-میلی‌متر-میمMime-میمیکMimique-مین (اژدر)Mine-مینرالوژی (کانی‌شناسی)-مینوت (پیش نویس)-مینیاتور-مینیاتوریست-مینیموم-میوپ (نزدیک بین)-میوزیس-میوگراف-میوگرافی-میولوژی-ناپلتون (سکه)-ناتورالیست-
نارسئین-نارسیسم، نارسیسیم-نارکوتیک-نارکوتین-ناروال (نیزه ماهی)-نازیست-ناسیونال-ناسیونالیست-نایلون (انگNylonفرنیلونNylon)-نئون-نُپال-نپانتس-نرمال –نفتالین-نِگوس-
(فرNégousوNégusاز حبشی=نجاشی)-نمرهNuméro-نوئلNoël-نوت، نت ---Note-نوترون-نوراستِنیNeurasthénie-نِورُز، نوروزNévrose-نورماتیف-نورولوژی-نِوروم Névrom-نوکلئول-نوکلئوپلاسم-
نولNul(صفر)-نومولیت-نوولNouvelle-نیترات-نیتروژن-نیکل-نیکوتین-نیهیلیست-وات (انگ. فرWatt)-واریاسیون-واریته-واریس-وازلین-وافور (از لا)-واکسنVaccin-واکسیناسیون-
واگون، واگن(Wagonفر. انگ)-واگون لی-والرین، والریان-والس-وامپیر-وانیلVanille-وانیلین-وُخرOcre-وُدویلVaudeville-وِرموتVermouth-ورمیش Vermicelle(ازایتا)-
وِرنیرVernis-ورنیهVernier-وزیکول-وستالیسVestale-ولت (انگ. فر Volt)-ولتامتر-ولت‌متر-ویتامین-ویترین-ویرگول-ویروس-ویزا (لا. فرVisaشی‌های دیده شده)-ویزیت-ویزیتور-ویستاویزیون-ویس کنسول-
ویلاVilla-ویولا-ویولون-ویولون سل Violon-celle –ویولونیست-هادُرم-هادرمال-هارپHarpe(سازیست)-هارپو (فنلاندی، فرHarpu)-هارمونیکا-هارمونیوم(Harmonium)-هاشور، حاشورHachure-هال-
هالترHaltere-هالوژن-هپاتیک Hépatique-هپارلوHaut-parleur-هتروزید-هتروژن-هتلHôtel-هُتُل (تحریف شده اتول= اتومبیل)-هِربِذانHerbezan-هرسی نین-هروئین-هکتار-هکتولیتر-هکتومتر-هِلیسHélice-
هلیکوپتر- هلیوتراپی-هلیوم-هلیون-هماتوری-هماتیت-هماتین-هموژن-هموسکسوآلیسم-هموفیلی-هموگلوبین-همولیز-هوراHovrra-هورمون-هورونین-هولویسن-هیپرپلازی-هیپرتروفی-هیپوفیز-هیدرژن-هیدروالکتریک-
هیستری-هیستریک-هیستولوژی-هیوئید (استخوان)-یاک (از ریشهٔ تبتی Yackغژگاو)-یدفرمIodoforme-یوهَمبهِYohimbé-یوهَمبینYohimbine-